# PaperVision 3d
PaperVision 3d é um plugin para o Adobe Flash CS3 (versão 9.0). Inclui uma biblioteca 3D, utilizando o ActionScript 3.0 que é uma linguagem orientada à objetos (POO).

## Resumo
Papervision 3D é uma biblioteca (framework) em AS3 (ActionScript 3.0), utilizando a API 3D do Flash para gerar animações e interações em 3D.
O Papervision foi uma framework muito utilizada por diversos desenvolvedores. Um exemplo disso é o Flartoolkit, uma framework para criação de realidade aumentada que utiliza Papervision para fazer renders 3D de objetos obtidos por arquivos de extensão .dae (collada).